# 거제도서관
거제도서관은 경상남도 거제시 고현동 소재의 도서관이다.

## 연혁
- 1976년 5월 5일 거제군립도서관 개관
- 1994년 5월 23일 거제도서관으로 명칭 변경
- 1998년 9월 27일 신축도서관 준공
- 2001년 6월 23일 거제도서관과 거제평생학습관으로 분리(경상남도 공공도서관 설치 조례 2865호)
- 2002년 4월 11일 신축 이전 개관
- 2004년 1월 2일 디지털 자료실 개실
- 2005년 2월 24일 거제평생학습관 폐지(경상남도교육청 행정기구 설치 조례 개정)
- 2005년 3월 1일 거제도서관 거제 평생학습관 통합
- 2005년 3월 24일 거제 평생학습관 지정
- 2008년 3월 4일 도서관 리모델링 개관
- 2009년 1월 2일 RFID 도서관 자동화 시스템 구축
- 2010년 1월 경상남도교육감 지정 경상남도 평생학습관 운영
- 2012년 11월 다국어자료실 개실(2012년 다문화자료실 설치사업 공모 선정)

## 이용 안내
도서관 휴관일
- 정기휴관일: 매주 월요일(개인학습실 제외)
- 공휴일: 국경일, 정부지정 공휴일, 관장이 지정한 날

이용 시간